# Primula stricta
Primula stricta ist eine Pflanzenart aus der Familie der Primelgewächse (Primulaceae). Sie ist im Wesentlichen im nördlichen Europa und Nordamerika beheimatet. Ein englischer Trivialname ist Strict Primrose.

## Beschreibung

### Erscheinungsbild und Blatt
Primula stricta wächst als ausdauernde, krautige Pflanze und erreicht Wuchshöhen von meist 8 bis 15 (selten bis 19) Zentimeter. Das Rhizom ist dünn und kurz.
Die in einer grundständigen Rosette zusammen stehenden Laubblätter sind bei einem wenig geflügelten Blattstiel nur undeutlich gestielt. Die einfache, kahle Blattspreite ist bei einer Länge von 1 bis 6 Zentimeter sowie einer Breite von 0,3 bis 1,1 Zentimeter verkehrt-lanzettlich bis spatelförmig mit stumpfem bis spitzem oberen Ende. Die Blattränder sind ganzrandig oder leicht gezähnt. Auf der Blattunterseite kann man keine netzartigen Blattadern erkennen.

### Blütenstand und Blüte
Die Blütezeit erstreckt sich über den Sommer. Der aufrechte, dünne, im oberen Bereich zumindest etwas mehlige Blütenstandsschaft ist während der Blütezeit 5 bis 20 Zentimeter hoch und verlängert sich bis zur Fruchtreife auf bis zu 35 Zentimeter. Der kopfige, doldige Blütenstand enthält zwei bis neun Blüten. Die mehr oder weniger ähnlichen Tragblätter sind sackförmig.
Die zwittrigen Blüten sind radiärsymmetrisch, fünfzählig mit doppelter Blütenhülle. Die fünf 4 bis 8 Millimeter langen, grün gefärbten und violett gestreiften und üblicherweise zumindest etwas mehlig bestäubten Kelchblätter sind glockenförmig verwachsen. Die fünf lavendelfarbenen, gegenüber den Kelchblättern etwa doppelt so langen Kronblätter besitzen keine Drüsen und ausgerandete Kronzipfel. Der Kronschlund misst im Durchmesser 4 bis 7 Millimeter; der Kronsaum 4 bis 8 Millimeter. Bei Primula stricta liegt Homostylie vor.

### Früchte und Samen
Die eiförmig-ellipsoide Kapselfrucht ist 0,9- bis 1,2-mal so lang wie der Kelch. Die Samen besitzen eine netzartig strukturierte Oberfläche.

### Chromosomenzahl
Die Chromosomenzahl beträgt 2n = 126, 88-136.

## Vorkommen, Begleitpflanzen und Gefährdung
Primula stricta ist im nördlichen Europa bis in das nordwestlichste Sibirien, im dänischen Grönland und im nordöstlichen Kanada verbreitet. Die europäischen Bestände werden beispielsweise in Finnland, Schweden, Norwegen und Island beschrieben. Sie besiedelt vor allem Küstenlandschaften wie Küstendünen, Marschen und Küstenfelsen auf Höhenlagen von 0 bis zu 300 Meter. Weniger häufig ist sie im Inland entlang von Flüssen.
Begleitpflanzen sind Ähren-Hainbinse, Alpen-Rispengras, Rauschbeere, Alpen-Wiesenraute, Herbst-Löwenzahn, Dorniger Moosfarn, Scharfer Hahnenfuß und andere.
Primula stricta gilt in Finnland und Norwegen als gefährdet.

## Systematik
Primula stricta wurde im Jahr 1810 von Jens Wilken Hornemann in Flora Danica, Band 8, Heft 24, Tafel 1385 erstbeschrieben. Ein Synonym für Primula stricta Hornem. ist Primula hornemanniana Lehm. Primula stricta gehört zur Sektion Aleuritia in der Untergattung Aleuritia innerhalb der Gattung Primula.